# Prezzo
Prezzo är en ort och frazione i kommunen Pieve di Bono-Prezzo i provinsen Trento i regionen Trentino-Sydtyrolen i Italien. 
Prezzo upphörde som kommun den 1 januari 2016 och bildade med den tidigare kommunen Pieve di Bono den nya kommunen Pieve di Bono-Prezzo. Den tidigare kommunen hade 189 invånare (2015).